# Hovgården, Uppsala kommun
Hovgården är Uppsala kommuns centrala avfallsanläggning, belägen öster om Uppsala i närheten av Jälla, på vägen mot Alunda. 
Hovgården har utvecklats från deponianläggning till en anläggning med resurser för sortering av avfall i tiotalet materialslag för energiutvinning, återvinning och deponering. 

## Anläggningen
Anläggningen består av en deponiyta, två slamceller, en återvinningscentral där hushållen kan lämna sitt sorterade avfall, ett reningsverk för lakvatten och sex asfalterade ytor för sortering av avfall och hantering av kompost och kompostjord. 
Vid Hovgården sorteras inkommande grov-, bygg- och industriavfall. Sorteringen sker med hjälp av bemannade plockmaskiner och genom manuell sortering. Återvinningsbart material som till exempel brännbart och metallskrot, sorteras ut och transporteras vidare till material- och energiåtervinning. Metall, skrot, kabel med mera som har sorterats ut mellanlagras i containrar innan transport till återvinning. Ej återvinningsbart material deponeras (lagras). 
Hushållens komposterbara material (främst matavfall från kök) sorteras maskinellt och plast och föroreningar skiljs från avfallet. Materialet komposteras sedan det blandas upp med flisat park- och trädgårdsavfall och läggs upp i strängar som luftas kontinuerligt. Efter cirka 10 månaders kompostering kan en jordprodukt siktas fram av materialet, för att sedan användas som jordförbättringsmedel. 
På anläggningen tas upp till 2 000 ton oljeskadade massor om hand per år. De läggs upp på asfalterade ytor och komposteras för att minska föroreningshalterna. Efter omkring 1½ år används massorna till täckmaterial.
Avloppsslam (rötslam) från kommunens avloppsreningsverk Kungsängsverket, och ett antal mindre avloppsreningsverk mellanlagras i täta celler på området. Slammet transporteras därefter ut från anläggningen eller används inom anläggningen. Under 2005 levererade Kungsängsverket 11 956 ton rötslam till Hovgården. 
Farligt avfall som kommer till anläggningen mellanlagras i en särskild byggnad innan det transporteras vidare till annan anläggning. 
Slagg, flygaska från förbränning av kol, torv och flis deponeras i en speciell askdeponi. Asbest läggs i anslutning till askdeponin. Kondensatslam från avfallsförbränning lagras i en särskild cell med tät botten och täta vallar. Cellen täcks regelbundet med täta skikt. Sorteringen av askorna har medfört att det från Hovgården har levererats cirka 33 500 ton slaggrus för konstruktions- och dräneringsändamål, cirka 3 500 ton metaller samt en mindre mängd ofullständigt förbränt material som återgått till förbränning. 
Lakvatten (förorenat vatten) bildas av nederbörd som faller på deponin och tar upp ämnen på sin väg genom avfallet. Under deponin, och från de asfalterade ytorna, leder ett dräneringssystem lakvattnet till behandlingen som består av luftningsbassäng (syre tillsätts), två utjämningsmagasin och ett reningsverk med ett kemiskt behandlingssteg. Regelbundet tas prover på lak- och grundvattnet runt deponiområdet. 